# Doué-en-Anjou
Doué-en-Anjou is een gemeente in het Franse departement Maine-et-Loire in de regio Pays de la Loire.
Op 23 september 2016 is besloten dat de gemeenten Brigné, Concourson-sur-Layon, Doué-la-Fontaine, Forges, Meigné, Montfort, Saint-Georges-sur-Layon en Les Verchers-sur-Layon zouden gaan fuseren tot één gemeente. Dit is officieel gebeurd op 30 december 2016. Doué-la-Fontaine is de hoofdplaats van de gemeente die deel is gaan uitmaken van het kanton Doué-la-Fontaine en van het arrondissement Saumur. De gemeente telde 11.227 inwoners op 1 januari 2022.

## Geografie
De oppervlakte van Doué-en-Anjou bedroeg op 1 januari 2022 148,55 vierkante kilometer; de bevolkingsdichtheid was toen 75,6 inwoners per km².

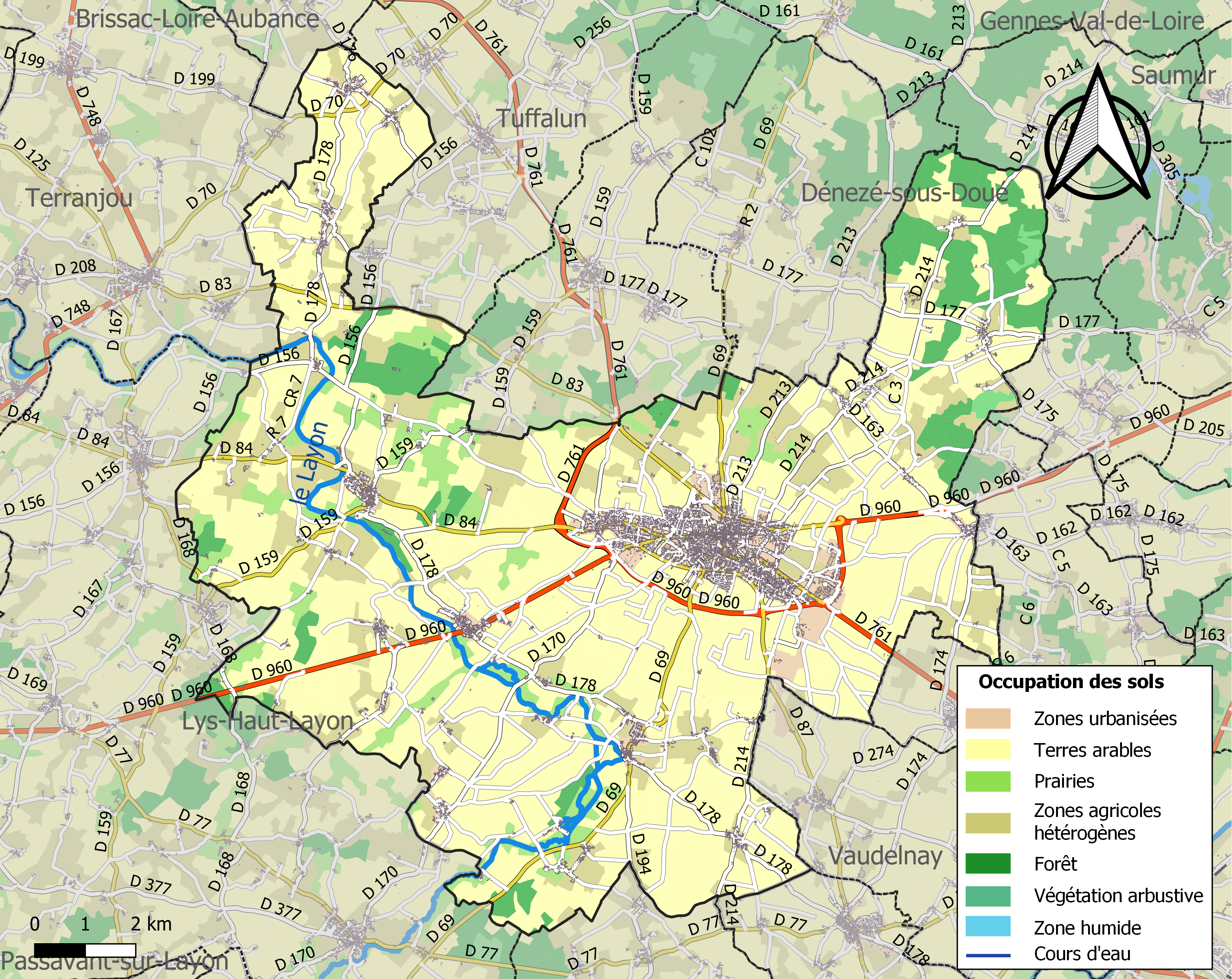
Kaart van de gemeente met de belangrijkste infrastructuur, bodemgebruik en omliggende gemeenten